# Ökrös Oszkár
Ökrös Oszkár (Szolnok, 21 maggio 1957 – Budapest, 15 gennaio 2018) è stato un musicista ungherese, artista di cimbalom, vincitore del premio Kossuth, solista dei 100 membri della Budapest Gypsy Symphony Orchestra.

## Biografia
Nato in una famiglia di musicisti, dall'età di sei anni insegnò a suo nonno a suonare il Cimbalom. All'età di otto anni fu il vincitore del concorso di musica popolare della televisione ungherese nella categoria strumentale solista. All'età di dieci anni poteva iniziare i suoi studi al Conservatorio con una licenza ministeriale. Dopo aver completato la scuola con rinomati gruppi folcloristici (Gruppo Popolare di Budapest, Gruppo popolare statale ungherese, Gruppo Honvéd) girò il mondo; ha tenuto concerti negli Stati Uniti, in Vietnam, ma anche in Australia. Nel 1974 è stato invitato come solista per la festa di compleanno della Regina Elisabetta d'Inghilterra al Palladium di Londra, dove si sono esibiti Joséphine Baker, Tom Jones e Roger Moore. È stato solista alla Radio ungherese e alla Televisione ungherese dall'età di quindici anni. Le sue registrazioni sono apparse nel 1990 (Il mago del cimbalom) e nel 2002 (Il Paganini del Cimbalom), ma è stato anche partecipe di molte registrazioni. Durante la sua carriera ha suonato insieme al più famoso primo violino, ha anche suonato con la Budapest Festival Orchestra, ha partecipato a diverse registrazioni. È stato membro del Presidio dei 100 membri della Gypsy Orchestra, capo del cimbalom e solista. È stato membro dell'orchestra al Lisbon World Expo, Hollywood, al Concertgebouw di Amsterdam e al Palais des congrès di Parigi. I critici lo chiamarono "Ferenc Liszt del Cimbalom".

## Premi e riconoscimenti
- Croce d'argento al merito ungherese (1995)
- Croce d'oro al Merito della Repubblica ungherese (2001)
- Knight Cross dell'Ordine al merito ungherese (2013)
- Premio Kossuth (2015)